# Холанд (Мичиген)
Холанд (енгл. Holland) град је у америчкој савезној држави Мичиген. По попису становништва из 2020. у њему је живело 34.378 становника.

## Демографија
Према попису становништва из 2010. у граду је живело 33.051 становника, што је 1.997 (5,7%) становника мање него 2000. године.
| Група             | 2000.          | 2010.          |
| Белци             | 24.543 (70,0%) | 22.778 (68,9%) |
| Афроамериканци    | 888 (2,5%)     | 1.187 (3,6%)   |
| Азијати           | 1.247 (3,6%)   | 996 (3,0%)     |
| Хиспаноамериканци | 7.783 (22,2%)  | 7.512 (22,7%)  |
| Укупно            | 35.048         | 33.051         |